# Aragonit

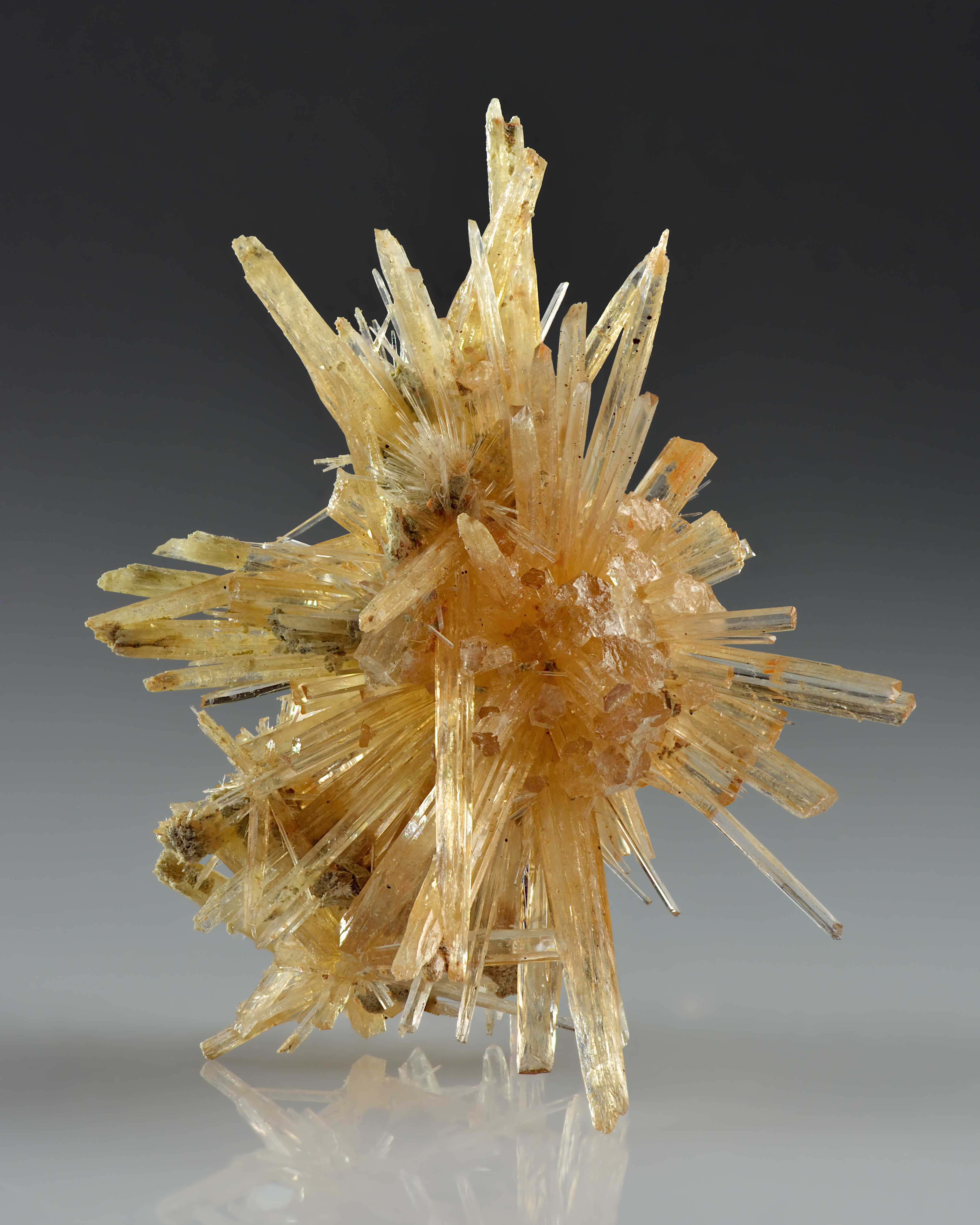

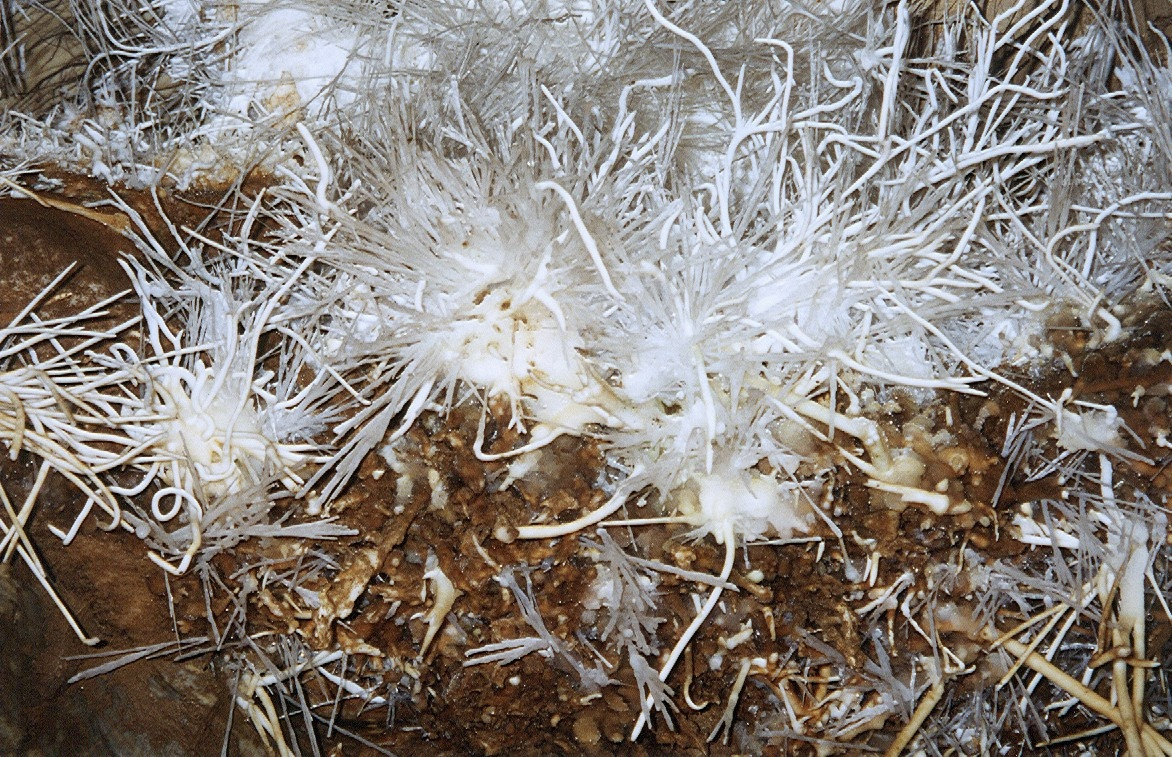
Aragonit w Ochtińskiej Jaskini Aragonitowej na Słowacji

Aragonit – minerał z gromady węglanów, polimorficzna odmiana węglanu wapnia, druga co do powszechności występowania na Ziemi (na pierwszym miejscu jest kalcyt). M. in. stanowi 90% masy perłowej.
Jego nazwa wiąże się z miejscem występowania – okolic miasta Molina de Aragón (Hiszpania). Została ona nadana minerałowi w roku 1797 przez Abrahama Gottloba Wernera.

## Charakterystyka

### Właściwości
- Pleochroizm: brak
- Widmo absorpcyjne: nie diagnostyczne
- Luminescencja w bliskim ultrafiolecie wykazuje bladoróżowe, żółte lub zielone świecenie. W dalekim ultrafiolecie kryształy dają żółtawe, żółtawoczerwone lub białe świecenie.

Zazwyczaj tworzy kryształy tabliczkowe, słupkowe, igiełkowe. Często występują zbliźniaczenia (czasami wielokrotne). Występuje w skupieniach ziarnistych, zbitych, pręcikowych, promienistych, groniastych, naciekowych. Czasami tworzy wykwity (kwiat żelaza). Jest kruchy, przezroczysty. Często zawiera domieszki: ołowiu (tarnowicyt), cynku (nicholsonit), strontu i pierwiastków ziem rzadkich. Reaguje z kwasem solnym. Jest izomorficzny z witerytem, stroncjanitem, cerusytem. W warunkach panujących na powierzchni Ziemi przekrystalizowuje się w kalcyt i tworzy z nim paramorfozy.

### Występowanie
Jest produktem niskotemperaturowych procesów hydrotermalnych; występuje w pęcherzach pogazowych.
W kawernach wapiennych i strefach utleniania złóż kruszców, w osadach gorących źródeł (składnik grochowców). Wraz z konchioliną, stanowi budulec masy perłowej muszli małży, ślimaków oraz łodzikowatych. Towarzyszą mu kalcyt, syderyt, siarka, kwarc, fluoryt, dolomit, baryt oraz piryt. 
Miejsca występowania:
- Na świecie: Hiszpania, Austria, Wielka Brytania, Peru, Włochy, Chile, Meksyk, Grecja, USA, kraje Afryki Południowo-Zachodniej oraz Słowacja i Czechy.

- W Polsce: występuje w okolicach Kłodzka, Ząbkowic Śląskich i Szklar. Spotykany jest w Górach Świętokrzyskich i okolicach Tarnobrzega.

### Zastosowanie
- W jubilerstwie rzadko ze względu na miękkość, oszlifowane kryształy są zwykle bezbarwne,
- ma znaczenie naukowe,
- interesujący dla kolekcjonerów,
- czasami wykorzystywany jako kamień ozdobny,
- do wyrobu biżuterii artystycznej.